# Chen Gongbo

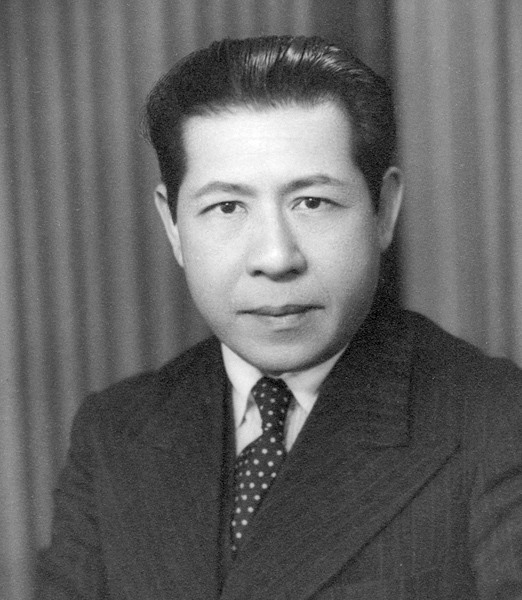
Chen Gongbo während seiner Zeit als Bürgermeister von Shanghai, 1943.

Chen Gongbo (chinesisch 陳公博 / 陈公博, Pinyin Chén Gōngbó, W.-G. Ch'en Kung-po; * 19. Oktober 1892 in Guangzhou, Chinesisches Kaiserreich; † 3. Juni 1946 in Suzhou（苏州）, Republik China) war ein chinesischer Politiker der in der Endphase des Zweiten Japanisch-Chinesischen Krieges als Nachfolger Wang Jingweis Präsident der Neuorganisierten Regierung der Republik China, einem unter japanischer Besatzung entstandenen Marionettenstaats war.

## Leben
Chen Gongbo wurde 1892 als Sohn eines Regierungsbeamten in Guangzhou im Süden des Kaiserreichs China geboren. Als Student an der Peking-Universität beteiligte er sich an der Bewegung des vierten Mai und kam über Chen Duxiu mit dem Marxismus in Kontakt. Chen Gongbo gehörte zu den Gründungsmitgliedern der Kommunistischen Partei Chinas und nahm an deren Gründungsparteitag in Shanghai im Juli 1921 teil. Bereits im folgenden Jahr verließ er die Partei wieder und reiste in die Vereinigten Staaten, wo er Wirtschaftswissenschaften an der Columbia University studierte, was er 1925 mit einem Masterabschluss beendete. Nach seiner Rückkehr nach China trat er in die Kuomintang ein, wo er Leiter der Abteilung für Bauern und Arbeiter unter Liao Zhongkai wurde. Innerhalb der Partei wandte er sich der sozialistisch und politisch links ausgerichteten Fraktion um Wang Jingwei zu, mit dem ihn eine zunehmende politische und persönliche Freundschaft verband. Er unterstützte Wangs in Opposition zu Chiang Kai-shek stehende Gegenregierung in Wuhan. Nach Ende des Nordfeldzugs und Wangs Gang ins vorläufige Exil gehörte er zu einer Gruppe von Kuomintang-Politikern, die die Gesellschaft für die Reorganisation der Kuomintang gründeten, um die Partei zu erneuern. Die Gesellschaft konnte sich aber auch nach dem Zusammenschluss mit anderen gegen Chiang gerichteten Gruppierungen nicht durchsetzen und zerfiel wieder. Nach der Rückkehr Wangs unterstützte Chen seinen Versöhnungskurs mit Chiang und übernahm in den Jahren 1932 bis 1936 das Industrieministerium. In dieser Zeit unterstützte er verschiedene Wirtschaftsreformen, deren grundsätzliches System unter verschiedenen chinesischen Regierungen bis in die 1970er Jahre hinein genutzt wurde. Als Parteivorsitzender in Sichuan half er nach Ausbruch des Zweiten Japanisch-Chinesischen Krieges bei der Koordination, den Regierungssitz von Nanjing nach Chongqing zu verlegen.
Politisch stand Chen weiterhin in Opposition zu Chiang, weshalb er einige Zeit, nachdem Wang Jingwei zu den Japanern übergelaufen war und in Nanjing ein Kollaborationsregime ausgerufen hatte, diesem folgte. Innerhalb der Kollaborationsregierung wurde Chen zunächst zum Sprecher des Legislativ-Yuan, des Parlaments. Nachdem die nominelle Kontrolle über Shanghai im November 1940 von den Japanern an die Nanjing-Regierung übergeben wurde, diente Chen dort als Bürgermeister. Im März 1944 begab Wang Jingwei sich zu medizinischen Behandlungen nach Japan. Im September des Jahres übernahm Chen interimsweise von ihm das Amt des Präsidenten der Nanjing-Regierung. Nach dem Tod Wangs im November wurde er zum neuen Präsidenten ausgerufen.
Zum Ende des Pazifikkriegs hin floh Chen nach Japan. Unmittelbar nach der formellen Kapitulation der japanischen Truppen in China in Nanjing am 9. September 1945 forderte der Vertreter der Republik China, He Yingqin vom Vertreter der japanischen Truppen Okamura Yasuji die Auslieferung Chens, der wegen Hochverrat angeklagt werden sollte. Die amerikanischen Besatzungsbehörden in Japan gaben dem Ersuchen statt und brachten Chen am 3. Oktober zurück nach China. Während des Prozesses verteidigte er sich mit den Behauptungen, in seiner Zeit als Präsident die Zusammenarbeit mit den Japanern in verschiedenen wichtigen Bereichen verweigert zu haben und überhaupt nur aus Loyalität zu seinem persönlichen Freund Wang Jingwei übergelaufen zu sein. Zum Ende des Prozesses wurde er für schuldig befunden und zum Tode verurteilt, worauf er entgegnete, bald in der nächsten Welt wieder mit Wang Jingwei vereint zu sein. Chen wurde am 3. Juni 1946 durch ein Kommando in Suzhou erschossen.